# كويكا

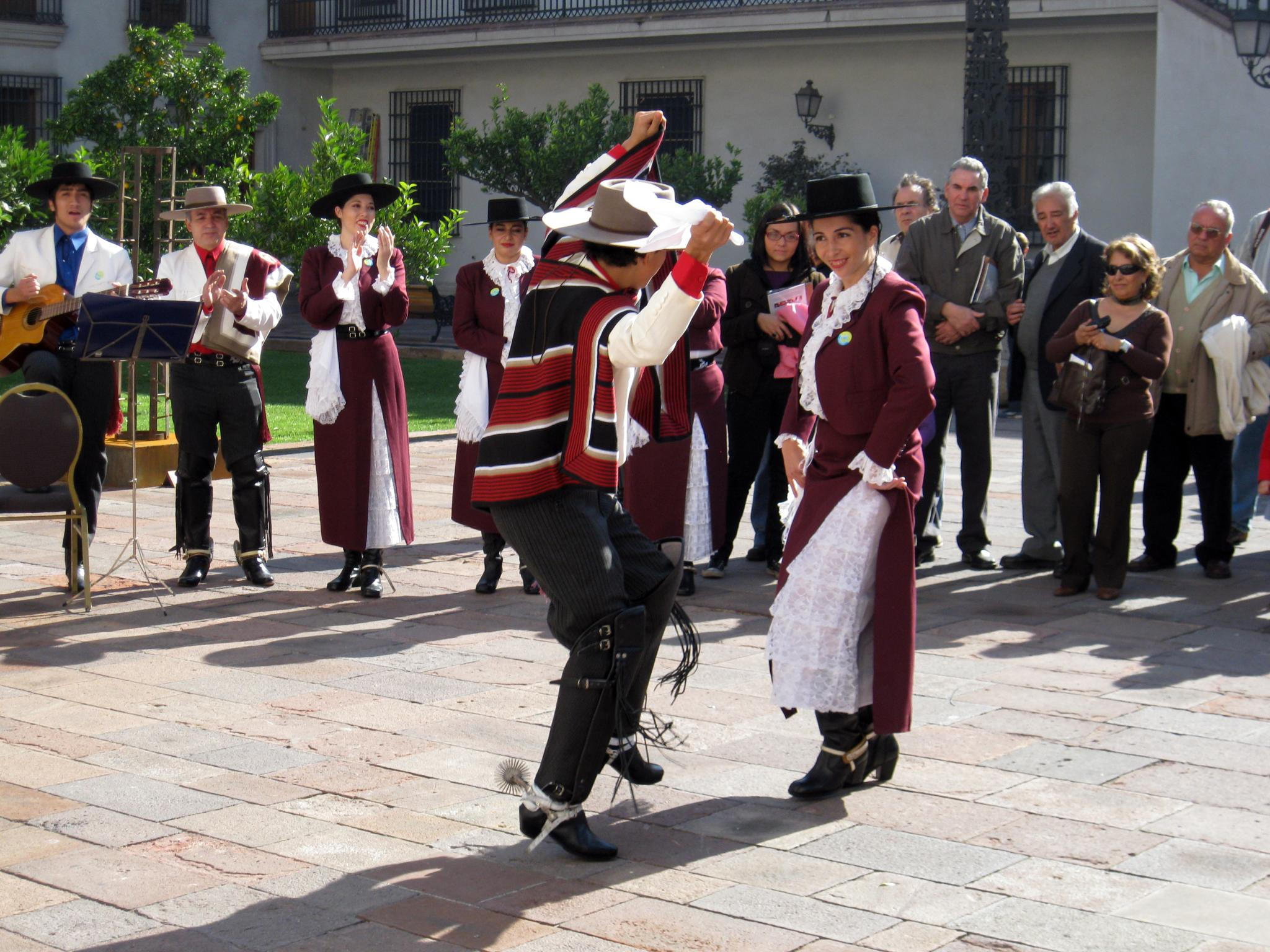
رقصة الكويكا 2009

رقصة الكويكا Cueca هي عائلة من الأنماط الموسيقية والرقصات المرتبطة بشعوب دول الأرجنتين وتشيلي وبوليفيا وفي يوم 18 سبتمبر1979 اختيرت كرقصة وطنية في تشيلي.

## أصولها

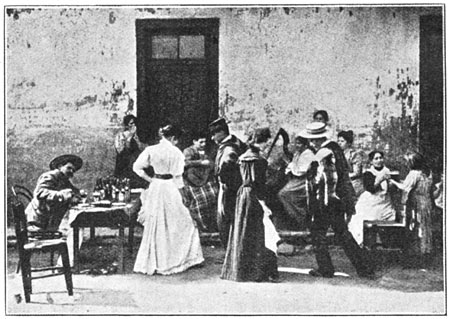
كوييكا 1906

هناك آراء كثيرة حول أصلها وأحدها يقول تعود إلي الفن العربي والأندلسي ولها علاقة أيضامع رقصة زاماكويكا التي نشأت في البيرو.

## الرقصة والملابس

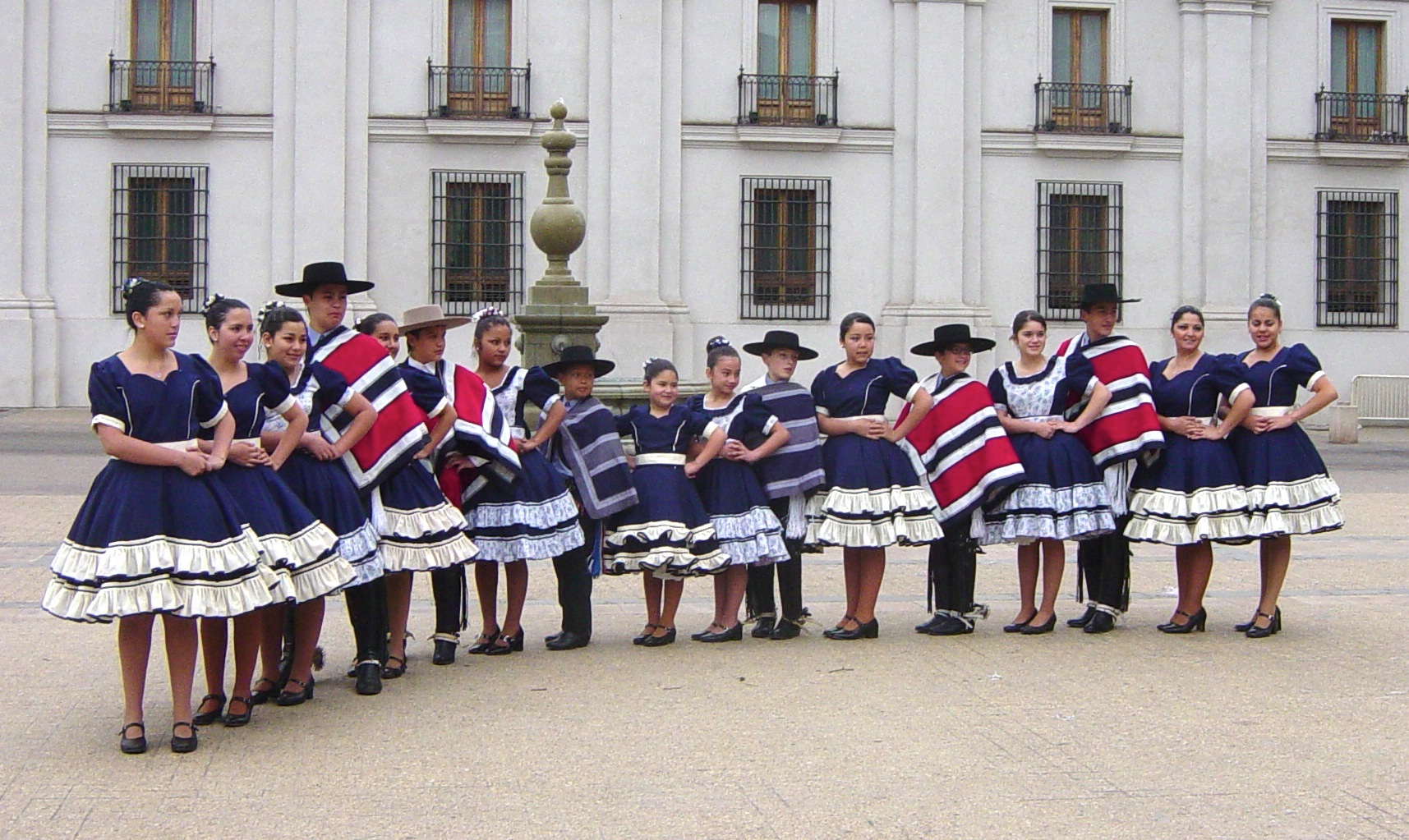
فرقة شبابية في سانتياغو

الملابس التي تلبس خلال رقصة الكويكا هي الملابس التشيلية التقليدية؛ ورقصة الكويكا تشبه المغازلة بين الديك والدجاجة؛
حيث يقترب الرجل من المرأة ويقدم ذراعه، ثم ترافقه وهم يتجولون في الغرفة؛ ثم يواجهون بعضهم بعضا ويحملون مناديلهم في الهواء، ويبدأون في الرقص ؛ من دون لمس أحدهما الآخر ، ولكن يحفاظون على الاتصال فيما بينهم خلال تأدية الرقصة من خلال تعبيرات الوجه والحركات.

## مسابقات للرقصة
تتواجد الرقصة بشكل أساسي بين سكان الأرياف ولأهميتها في تشيلي تتواجد الرقصة بشكل أساسي في جميع الاحتفالات الوطنية حيث تقام مسابقات بين الفرق خاصة في عيد الاستقلال.